# Rupprecht (Schiff)
Die Rupprecht, ab 1919 München, war ein Halbsalondampfer auf dem Bodensee. Sie stand von 1892 bis 1958 im Dienst.

## Geschichte

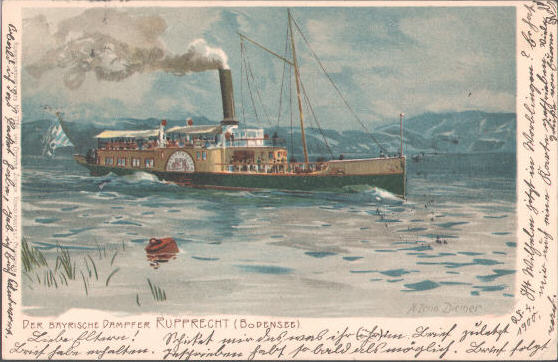
Die Rupprecht, Ansichtskarte nach einem Gemälde von Michael Zeno Diemer

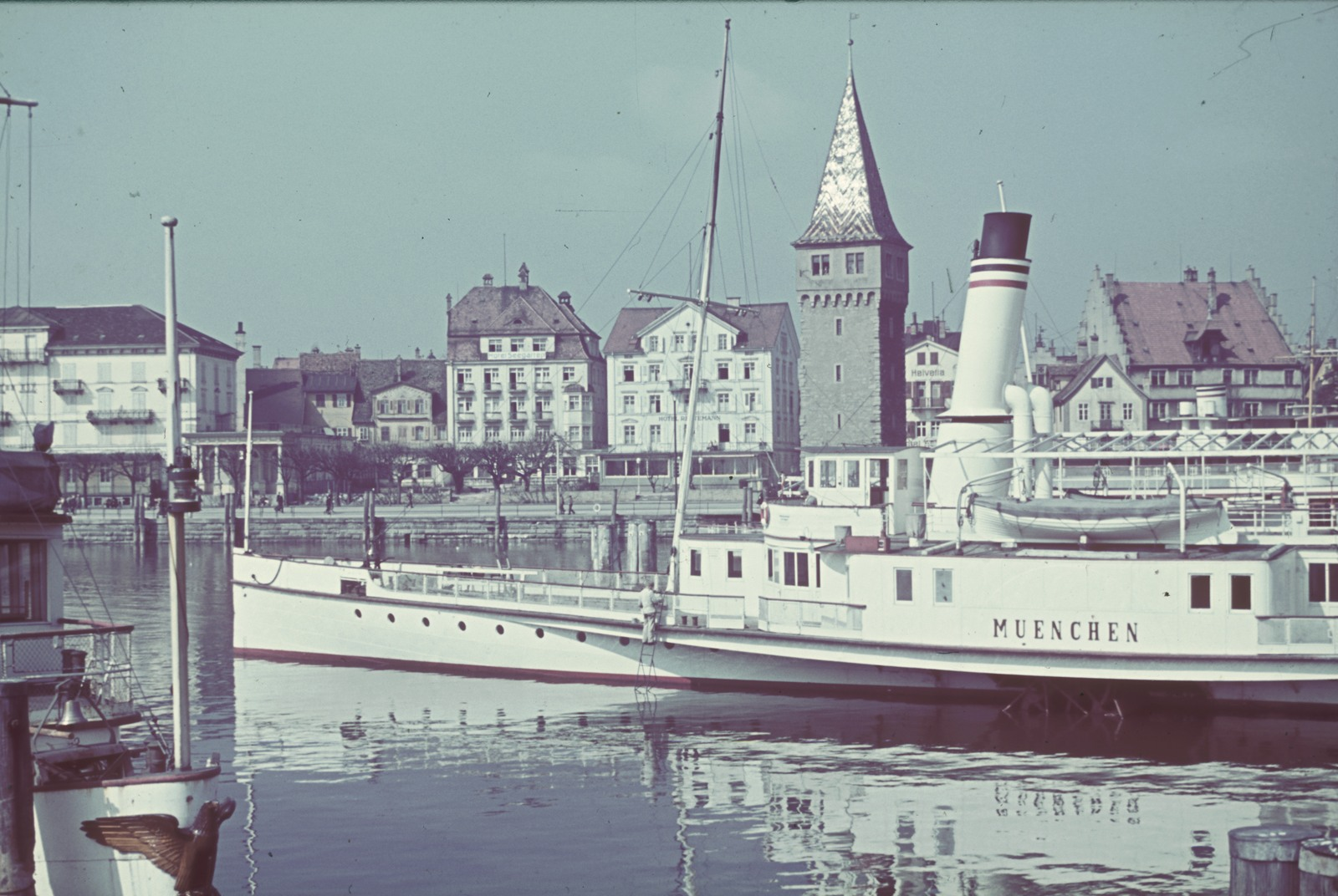
SD München vor Lindau, 1937–1939 (Foto von Franz Grasser)

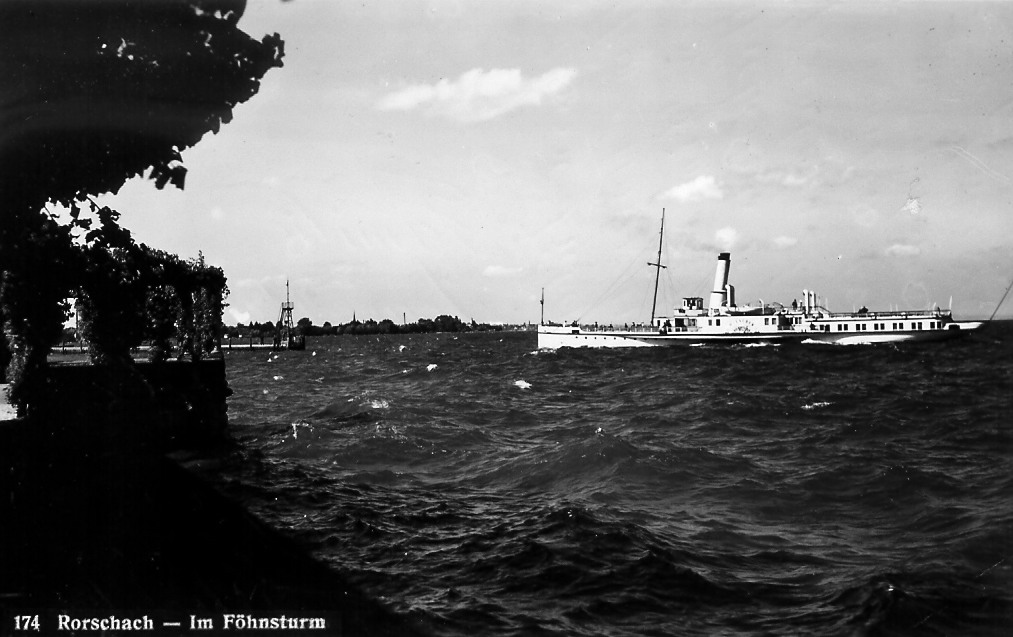
Die München in einem Föhnsturm vor Rorschach

Das Dampfschiff Rupprecht, benannt nach dem letzten bayerischen Kronprinz Rupprecht von Bayern, wurde 1891 fertiggestellt, konnte aber wegen der Erprobungen mehrerer Ausführungen eines Körting-Strahlkondensators erst Anfang 1892 endgültig in Betrieb genommen werden. Es gilt als Ersatz für den 1890 ausgemusterten GD Merkur. Wie das Schwesterschiff Prinz-Regent wurde auch die Rupprecht von der Münchner Maschinenfabrik J.A. Maffei erbaut.
Die Rupprecht verkehrte auf allen ab dem Hafen Lindau befahrenen Schifffahrtslinien. Nach dem Ende der Monarchie wurde 1919 aus der Rupprecht die München. Im Zweiten Weltkrieg erhielt sie wie alle deutschen Schiffe einen grauen Tarnanstrich. Sie zählte zu den Schiffen der Lindauer Flotte, die im April 1945 mit einem Motorschiff im Schlepp in die Schweizer Internierung fuhr.
Im Jahre 1949 wurde das Schiff modernisiert und erhielt  einen Salon auf dem Vorschiff. Beim Rennen um das Blaue Band des Bodensees im Jahr 1952 entzündete sich infolge einer Überhitzung Russ am Schornsteinmantel. Die München lief sofort den Lindauer Hafen an, wo die Feuerwehr größeren Schaden verhindern konnte. Im Sommer 1956 leistete sie in Bregenz Aushilfe für die sich im Umbau befindliche österreichische Stadt Bregenz. Die München wurde zum 1. Januar 1958 aus der Flottenliste gestrichen. Ersetzt wurde sie durch das MS Grünten. Nach sechsjährigem Stillager wurde die München abgewrackt, nachdem ein Konstanzer Kaufmann keine Lizenz für eine Weiterverwendung als schwimmendes Restaurant erhalten hatte.

## Ausstattung
Bei einer Länge von 56,70 Meter betrug die Breite über die Radkästen 13,52 Meter. Ausgerüstet war die Rupprecht mit einer Dreizylinder-Dreifach-Expansionsmaschine mit einer normalen Leistung von 450 PS, bei forcierter Fahrt mit 600 PS und einer Geschwindigkeit von 26,6 km/h. Die zulässige Personenzahl betrug 600 Fahrgäste. Salon und Nebenräume wurden von der Münchner Waggonfabrik Josef Rathgeber im Stil des Neorokoko eingerichtet.